# Glasgay! Festival
Glasgay! Festival es un festival dedicado al arte gay, lésbico, bisexual y transgénero en Glasgow (Escocia).
Como parte de la diversidad del ambiente cultural de Glasgow, esta ciudad acoge todos los años este festival organizado por GALA Scotland Ltd. en octubre/noviembre.

## Historia
Celebrado por primera vez en 1993, Glasgay! está ya totalmente afianzado en su segunda década de vida y se ha ampliado su duración a 30 días desde 2005. Actualmente es el mayor festival dedicado a distintas disciplinas artísticas para gente del colectivo LGBT (y sus amigos) que celebra el talento y la diversidad de la comunidad LGBT, entre otras cosas, además de servir de trampolín para artistas noveles.
Los dos últimos años ha batido récords y uno puede hacerse una idea del ecléctico programa por alguno de los títulos de los espectáculos de 2004 como Deep Rimming in Poplar (Profundo beso negro en Poplar), Balletstar Galactica (que se podría traducir como Galáctica estrella del ballet), Die, Mommie, Die (Muere, mami, muere) o algunos de los éxitos de 2005 como Whatever happened to Baby Jane (Lo que le ocurrió a Baby Jane) representada en el The Citizens’ Theatre o The History Boys (Los chicos de la Historia) de Alan Bennett de la compañía Royal National Theatre.
El festival atrae a 25.000 personas de todo el mundo. Ofrece más de 100 actuaciones, más de 30 películas y cuatro meses de artes visuales en sus sedes: la Q! Gallery y el Stud!o.
Cada octubre/noviembre el festival presenta un programa profesional con las mejores actuacions y nuevos artistas de todo el mundo con espectáculos que abarcan la comedia, música, vídeo, teatro, performance art, literatura, clubes nocturnos, eventos educacionales y proyectos de arte y cultura de la comunidad.
El programa combina las visitas de artistas prominentes de todas partes del mundo y artistas emergentes establecidos en cualquier lugar del Reino Unido. Todos los eventos tienen lugar en distintos lugares de la ciudad de Glasgow.
En los últimos tres años el festival ha crecido hasta convertirse en el mayor festival multidisciplinar de estas características en el Reino Unido. Desde 2002 el número de asistentes se ha cuadruplicado.
Con la gestión del productor Steven Thomson el festival en 2004 y 2005 ha tenido una cobertura de prensa que ha alcanzado hasta los 46.000 centímetros cuadrados y la recaudación de las taquillas se triplicó. Los eventos de Glasgay cosechan cientos de críticas positivas y atrae un poderoso interés de publicaciones gay de todo el mundo y revistas de viajes.